# Mouvement chrétien des indépendants et des cadres (Belgique)
Le Mouvement Chrétien des Indépendants et des Cadres (MIC) est un ancien mouvement politique politique belge, créé le 17 avril 1955.
Il est considéré comme l’aile droite du Parti social-chrétien (unitaire).
Le MIC est le prédécesseur du CEPIC.

## Mission
Par opposition au Mouvement ouvrier chrétien (MOC), le MIC défendait les intérêts des classes moyennes et des indépendants.